# Хеттский язык
Хе́ттский язы́к — язык хеттов, относящийся к анатолийской группе индоевропейской семьи. Является древнейшим индоевропейским языком, зафиксированным на письме. Был распространён в Малой Азии. Основной язык Хеттского царства.
Хеттский язык характеризуется как многими архаичными чертами, так и рядом инноваций. В области фонетики отмечаются сохранение ларингальных согласных; переход *ō̆ > ā̆, *r̥ > ar, l̥ > al; сведение трёх рядов смычных к двум, сохранение старых лабиовелярных согласных. К особенностям хеттской морфологии относятся реликты противопоставления по признаку активности — инактивности; отсутствие форм степеней сравнения; наличие двух серий глагольных флексий и сочетаний послелогов с местоимениями. В области синтаксиса отмечаются начальные комплексы энклитик в предложении, слабое развитие подчинительных связей. Лексика древнейшего периода подверглась влиянию хаттского языка, позднего периода — хурритского и аккадского языков.
В истории хеттского языка выделяют три периода: древний (1650—1450 гг. до н. э.), средний (1450—1380 гг. до н. э.) и новый (1380—1175 гг. до н. э.).
Отдельные хеттские слова и личные имена появляются в древнеассирийских текстах уже с XX века до н. э., но полностью хеттские тексты относятся к XVII—XII вв. до н. э. Подавляющее большинство текстов сохранилось в записях Нового царства, включая копии древнехеттских памятников.
Записывался клинописью аккадского происхождения. Памятники хеттского языка исчезают около 1180 года до н. э., что связано с падением хеттского государства под натиском народов моря. После этого хеттский язык начал вытесняться лувийским. Реликтом хеттского языка мог быть каппадокийский, не засвидетельствованный письменными памятниками.
Письменные памятники были обнаружены в основном в царском столичном архиве в Хаттусе во время раскопок 1906—1907 годов; отдельные таблички были найдены в Угарите и Амарне, позднее найден значительный архив в Машате (Maşat Höyük).

## О названии

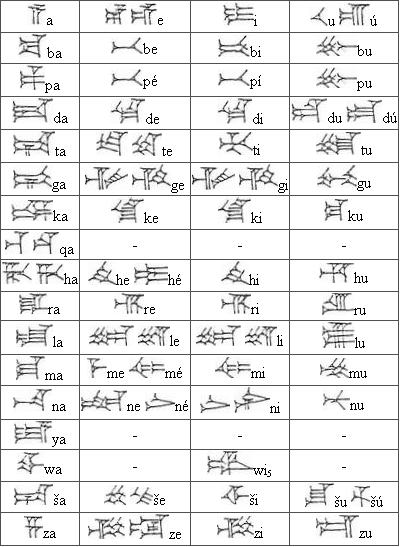
Хеттская клинопись

Ещё до открытия табличек с хеттскими текстами название «хетты» было известно из Библии, где упоминается народ Ḥittīm «хетты»/«хеттеи» или bənē Ḥēt «сыны Хета». В «Илиаде» упоминается народ кетейцы (ketaoi), который, однако, рассматривался как мифический и был отождествлён с хеттами лишь в конце XX в. Л. А. Гиндиным. Древние евреи с собственно хеттским государством не сталкивались, однако в XII веке до н. э. они застали ряд мелких государств, созданных на обломках хеттской империи и населённых потомками хеттов.
В литературе хеттский язык именуется также несийским, реже неситским, по самоназванию носителей-хеттов Neša по названию своей первоначальной столицы Каниш (самоназвание языка 𒉈𒅆𒇷 nešili — «по-несийски»). Библейское наименование по титулатуре правителей Хеттского государства LUGAL KUR URUḪa-at-ti «царь страны Хатти»), округа новой столицы Хаттусы, завоёванных в сер. XVII в. до н. э. у неиндоевропейских автохтонов хаттов.

## Классификация
В 1921 году Э. Форрер выдвинул гипотезу (позднее названную индо-хеттской), согласно которой хеттский отделился от праиндоевропейского языка раньше всех остальных языков индоевропейской семьи. Основанием для этой гипотезы послужили многочисленные архаизмы хеттского языка (отсутствие женского рода и двойственного числа у существительных, аориста, перфекта, конъюнктива и оптатива у глагола, сохранение ларингалов, продуктивность гетероклитического склонения). Эта гипотеза была поддержана американским учёным Э. Стёртевантом. Среди современных хеттологов её сторонником является Алвин Клукхорст.
Хеттский входит в анатолийскую группу индоевропейской языковой семьи, которая кроме него включает древние (II тысячелетие до н. э.) палайский и лувийский языки, а также новые (I тысячелетие до н. э.) лидийский, ликийский, карийский, сидетский и писидийский языки.

## Письменность

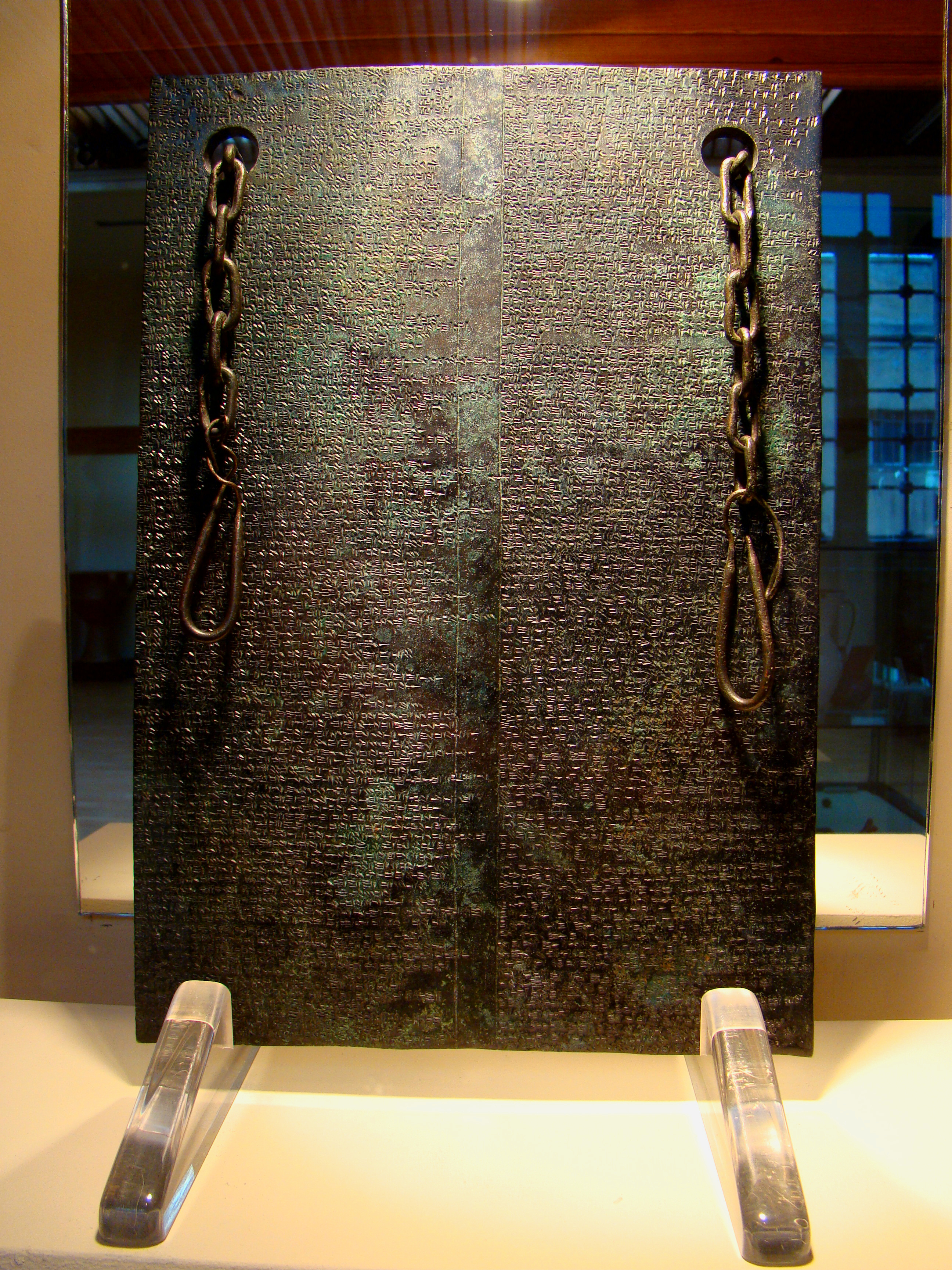
Единственный памятник хеттского языка, выбитый в бронзе, а не выдавленный в глине

Для записи хеттских текстов использовалась клинопись. За исключением одной бронзовой таблички все тексты записаны на глине. Клинопись хетты позаимствовали около 1600 года до н. э. в её северовавилонском виде. Это связывают с походом Хаттусилиса I в Сирию. Предположительно, тексты сперва записывались по-аккадски и лишь с правления Телепину по-хеттски. Хеттская клинопись изменялась во времени, выделяют три стадии: древнехеттское письмо, среднехеттское письмо и новохеттское письмо.
Хеттская клинопись представляла собой комбинированное письмо, она включала в себя как фонетические знаки, так и детерминативы и логограммы, выражавшие только значение корня, пришедшие из аккадского (аккадограммы) и шумерского (шумерограммы) языков. Часть слов записывалась полностью фонетически, у части логограмма обозначала корень, а фонетические знаки окончание. Например, слово ḫaššuš «царь» записывалось при помощи шумерограммы  (LUGAL) и фонетического знака -uš, обозначавшего окончание именительного падежа, а винительный падеж ḫaššun «царя» при помощи шумерограммы LUGAL и фонетического знака -un. В латинской транслитерации логограммы передаются прописными буквами (аккадограммы прописными буквами), детерминативы пишутся над строкой, а фонетические знаки строчными буквами, при этом слоги отделяются друг от друга дефисом. Фонетические знаки являются силлабограммами структуры V, CV, VC и CVC (где C — согласный, а V — гласный). Ограниченность структуры хеттских силлабограмм не позволяла передать стечения согласных в начале или конце слова, поэтому, чтобы передать такие стечения, писались знаки с непроизносимыми гласными, например, trijanalli- «третий» записывалось как tar-ri-ja-na-al-li. Клинопись не вполне точно передаёт фонетический облик хеттских слов, поэтому одни и те же записи разные авторы могут интерпретировать с некоторыми различиями. Транслитерация хеттской письменности повторяет транслитерацию аккадской клинописи.
Памятников хеттского сохранилось больше, чем памятников любого другого анатолийского языка. Основные места находок хеттских текстов:
- Хаттуса (сейчас Богазкале) — около 30 000 глиняных табличек;
- Тапигга (сейчас Машат-Хёюк) — 117 табличек;
- Спинува (сейчас Ортакёй) — свыше 3500 табличек;
- Сарисса (сейчас Кушаклы) — свыше 50 текстов;
- Самуха (сейчас Каялыпынар);
- Нерик (сейчас Оймаагач).

Также хеттские тексты были найдены в Угарите, Телль эль-Амарне, Телль Агане и Телль Месекене.
Основной массив хеттских текстов был издан в виде факсимиле в сериях Keilschrifturkunden aus Boghazköi (60 томов) и Keilschrifttexte aus
Boghazköi (45 томов) и ряде более мелких изданий, однако множество текстов, особенно недавно найденных, ещё только дожидаются публикации. Сами таблички находятся в основном в музеях Анкары, Стамбула, Богазкёя, Чорума, Пергамском музее в Берлине, в Британском музее и Лувре.
По содержанию хеттские памятники представляют собой религиозную литературу (ритуальные тексты), эпическую литературу (песнь об Улликумми), своды законов, дипломатическую переписку, хроники и биографии царей, коневодческие трактаты. Древнейший памятник хеттского языка — надпись царя Анитты (XVIII век до н. э.), записанный аккадской, а не ассирийской клинописью.

## История языка

Хеттская империя (красным)

Археолог Дж. Мэллори датирует появление носителей анатолийских языков в Малой Азии 2700—2600 гг. до н. э., что связано со следами разрушения и опустения малоазийских городов в это время. Праанатолийцы попали в Малую Азию, вероятно, с Балканского полуострова. Существует также возможность, что их путь пролегал через Кавказ, но хорватский учёный Р. Матасович считает малоправдоподобным, что народ, использовавший в качестве основного транспортного средства возы, запряжённые волами, смог бы легко преодолеть Кавказские горы. Сторонники анатолийской прародины индоевропейцев, напротив, считают, что праанатолийцы — автохтонное население Малой Азии, однако данная гипотеза не пользуется особой поддержкой как археологов, так и лингвистов.
Историю хеттского языка разделяют на три периода в соответствии с политической историей хеттского государства: древнехеттский (1650—1450 гг. до н. э.), среднехеттский (1450—1380 гг. до н. э.) и новохеттский (1380—1175 гг. до н. э.). Больше всего текстов сохранилось от новохеттского периода.

## Лингвистическая характеристика

### Фонетика и фонология

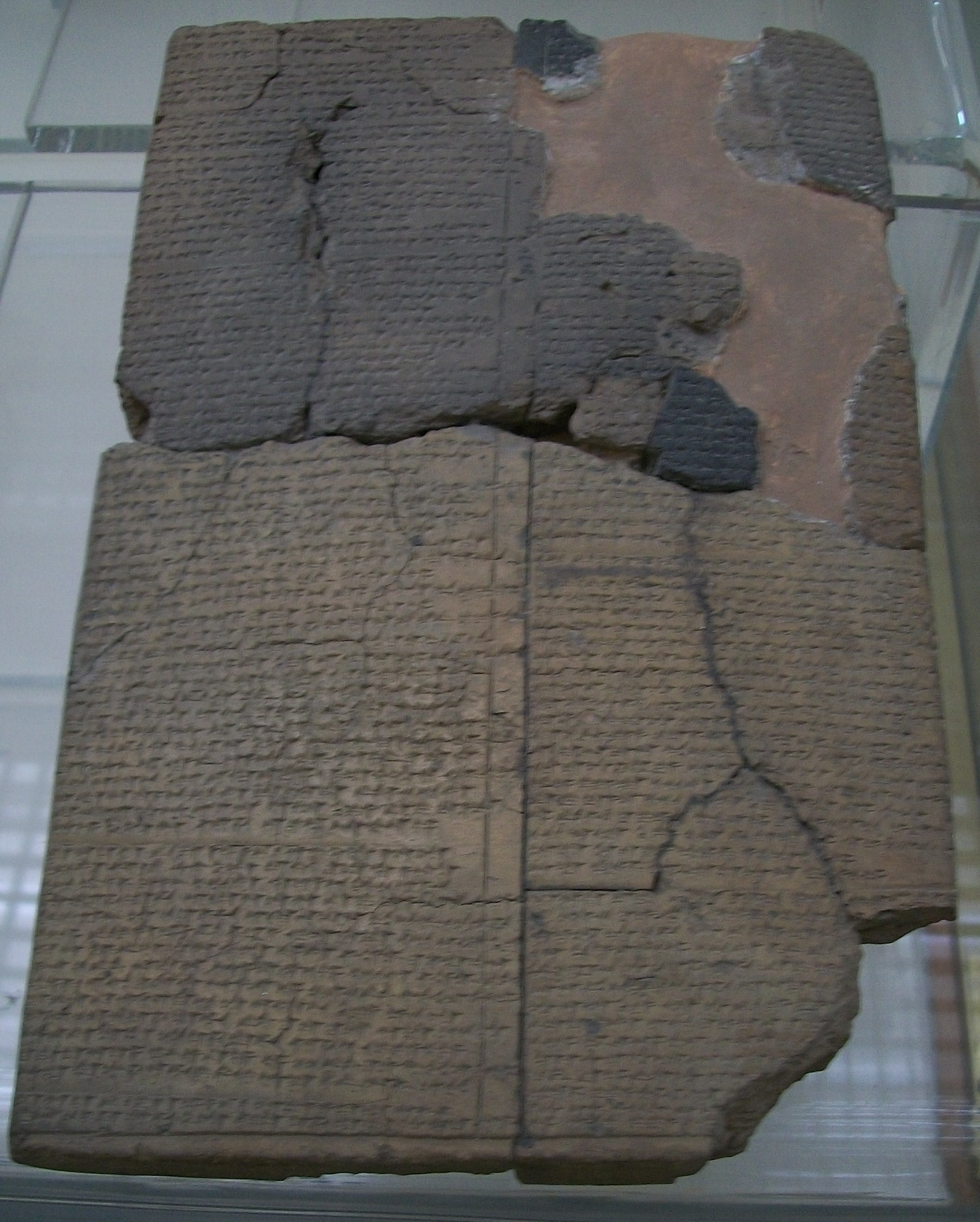
Апология Хаттусилиса III. Археологический музей. Стамбул

#### Гласные
В хеттском четыре гласных звука, все они могут быть как краткими, так и долгими, однако достоверно не установлено, была ли долгота кратких смыслоразличительной. Долгота гласных передавалась удвоением клинописного знака (scriptio plena), например, a-ap-pa /aːpa/ «снова». Наличие для обозначения u двух клинописных знаков (второй в транслитерации передаётся как ú) позволило выдвинуть гипотезу, что в хеттском был также звук o, однако данная гипотеза из-за отсутствия веских аргументов не нашла поддержки научного сообщества.
Гласные хеттского языка:
| Подъём/ряд | Передний | Средний | Задний |
| ---------- | -------- | ------- | ------ |
| Верхний    | i iː     |         | u uː   |
| Средний    | e eː     |         |        |
| Нижний     |          | a aː    |        |

#### Согласные

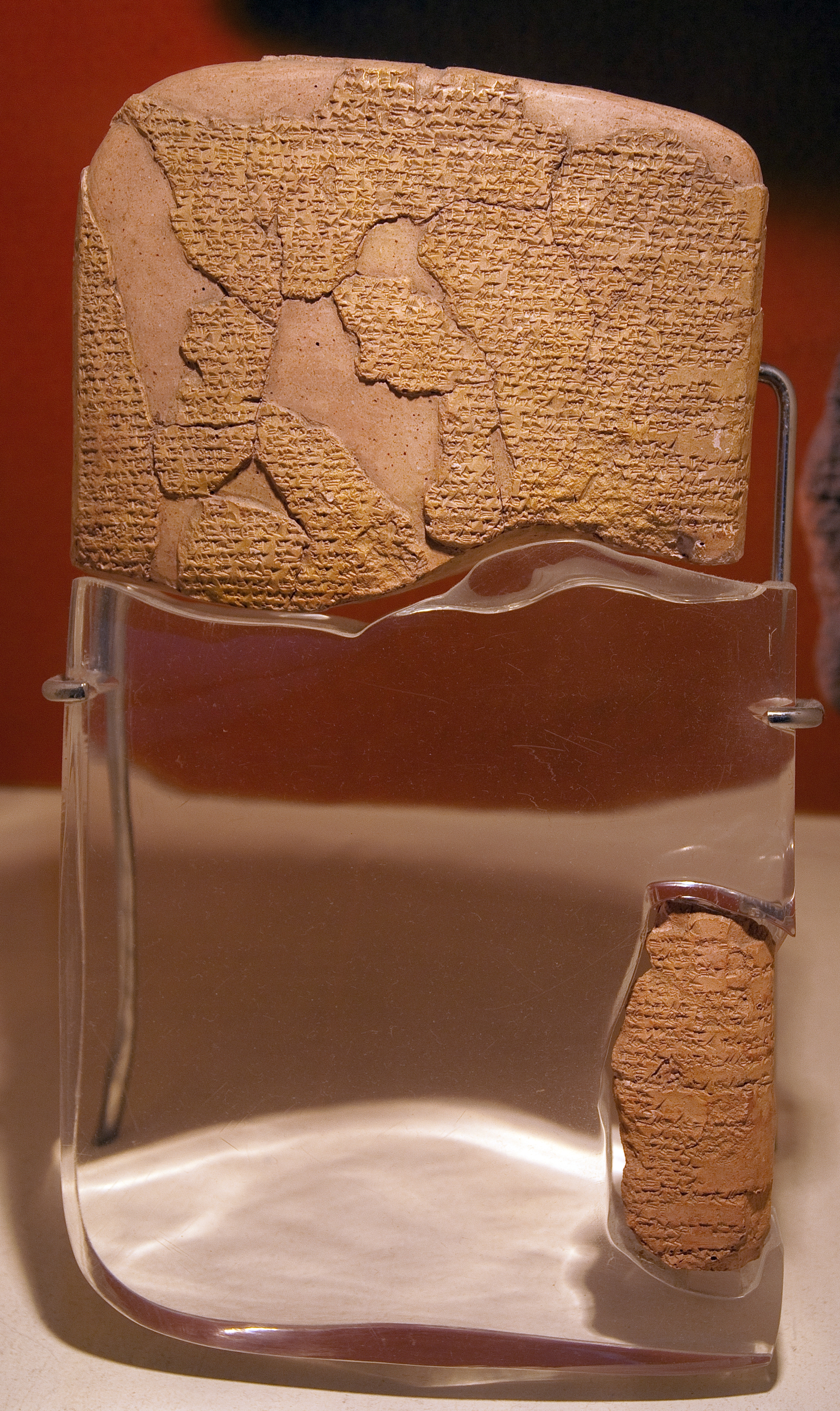
Самый древний мирный договор, заключённый Рамзесом II и Хаттусили III после битвы при Кадеше. 1259 г. до н. э. Археологический музей. Стамбул

Хотя ассирийская клинопись имела отдельные знаки для звонких и глухих согласных, в хеттских текстах эти знаки были взаимозаменяемыми, то есть не отражали реального фонетического противопоставления по звонкости — глухости. Зато хеттские писцы использовали иной приём: удвоение согласных в интервокальной позиции. Мнения учёных по поводу фонетического противопоставления, стоящего за этим удвоением, разделились: одни считают его противопоставлением звонких и глухих согласных, а другие — сильных и слабых или напряжённых и ненапряжённых.
Согласный ḫ, как установил в 1927 году Е. Курилович, соответствовал «сонантическим коэффициентам», наличие которых для праиндоевропейского языка предполагал ещё в 1878 году Ф. де Соссюр. Таким образом, данные хеттского языка подтвердили правильность ларингальной теории.
Транслитерируемый латиницей звук z произносился как t͡s, а транслитерируемый звук š произносился как s (что подтверждается египетской передачей Muršili- как mrsr, а Ḫattušili- как htsr). ḫ произносился как x или, по мнению К. Мелчерта, как фарингальные спиранты ʕ и ħ. Аргументами в пользу заднеязычного произношения служат передача др.-греч. Ἀχᾱΐα как Aḫḫiyawa- (где ḫ соответствует греческому kh), а также колебания между ḫ и k в некоторых словах в хеттском и спирантизация k > ḫ в палайском и лувийском.
Согласные хеттского языка (в скобках приведены соответствующие им буквы латинской транскрипции):
| Место/способ образования | Губно-губные | Альвеолярные | Палатальные | Велярные | Лабиовелярные |
| ------------------------ | ------------ | ------------ | ----------- | -------- | ------------- |
| Взрывные                 | p b          | t d          |             | k g      | kʷ gʷ (ku)    |
| Носовые                  | m            | n            |             |          |               |
| Фрикативные              |              | s (š)        |             | x (ḫ)    |               |
| Аффрикаты                |              | ʦ (z)        |             |          |               |
| Сонанты                  | w            | r, l         | j (y)       |          |               |

В 2016 году Алвин Клукхорст выдвинул гипотезу, что в хеттском взрывные противопоставлялись не как звонкие-глухие, а по долготе (простые-эмфатические), поскольку, пользуясь аккадской клинописью, где звонкие-глухие последовательно различались, хетты взаимозаменяли их на письме и в то же время последовательно обозначали эмфатические согласные, обычно путём их редупликации на письме. Клукхорст считает такую оппозицию характерной для индоевропейских языков до отделения анатолийской ветви (см. индо-хеттская гипотеза).

#### Просодия
В силу характера клинописи о характере хеттского ударения практически ничего не известно. Х. Кронассер выдвинул гипотезу, согласно которой scriptio plena могла отражать не только долготу гласного, но и место ударения.

### Морфология
В хеттском выделяют следующие части речи: существительное, прилагательное, местоимение, числительное, глагол, наречие, послелог, союз и частица.

#### Имя
В хеттском языке имя существительное имеет два рода— общий или одушевлённый (genus commune) и средний или неодушевлённый (genus neutrum). Поскольку традиционно для праиндоевропейского языка реконструируется три рода (мужской, женский и средний), то хеттская двухродовая система может рассматриваться как архаизм (предполагается, что праиндоевропейская трёхродовая система развилась из двухродовой) или как инновация. Данные ликийского языка говорят о трёхродовой системе в праанатолийском языке, а следовательно, в пользу второй гипотезы.
В древнехеттский период падежей было восемь — именительный, звательный, винительный, родительный, дательный-местный, отложительный, творительный, направительный (аллатив, директив). В новохеттский период падежная система упрощается до пяти падежей (именительный, винительный, родительный, дательный-местный, творительный-отложительный). Иногда для древнехеттского выделяют девятый падеж — эргативный. Так же как и в ведийском языке, в древнехеттском языке в местном падеже существовала форма с нулевой флексией.
Чисел в хеттском два — единственное и множественное. Существуют попытки усмотреть остатки двойственного числа, имевшегося в праиндоевропейском, в формах вроде šākuwa «глаза», но эти формы ничем не отличаются от форм именительного падежа множественного числа среднего рода, которые использовались для выражения собирательного множественного. В формах творительного и отложительного падежей число не различалось.
Хеттский сохраняет систему индоевропейского аблаута, хоть и в несколько изменённом виде.
Склонение существительных в хеттском языке на примере слов attaš «отец», pedan «место», ḫalkiš «зерно», ḫuwāši «стела», lingaiš «клятва», ḫaštai «кость», pankuš «собрание», genuwa «колено», watar «вода»:
|           | -a-                 | -a-    | -i-            | -i-              | -u-              | -u-     | -ai-               | -ai-     | -r/n-           |
|           | общ.                | ср.    | общ.           | ср.              | общ.             | ср.     | общ.               | ср.      | ср.             |
| --------- | ------------------- | ------ | -------------- | ---------------- | ---------------- | ------- | ------------------ | -------- | --------------- |
| И. ед.    | attaš               | pedan  | ḫalkiš         | ḫuwāši           | pankuš           | genuwa  | *lingaiš           | ḫaštai   | watar           |
| В. ед.    | attan               | pedan  | ḫalkin         | ḫuwāši           | pankun           | genuwa  | lingain            | ḫaštai   | watar           |
| Р. ед.    | attaš               | pedaš  | ḫalkiaš        | ḫuwaši(y)aš      | pankuš, pankawaš | genuwaš | linkiyaš, lingayaš | ḫaštiyaš | witenaš         |
| Д.-м. ед. | atti                | pedi   | ḫalkiya, ḫalki | ḫuwašiya, ḫuwaši | pankawi          | genuwaš | linkiya, lengai    | ḫaštai   | weteni, wetena  |
| Отл.      | *attaz              | pedaz  | ḫalkiyaz       |                  | pankuwaz         | ginuwaz | linkiyaz           | ḫaštiyaz | wetenaz         |
| Тв.       | *attit              | *pedit | ḫalkit         |                  | pankut           | ganut   | linkit             | *ḫaštit  | wetenit, wedand |
| И. мн.    | atteš, attaš, attuš | peda   | ḫalkiš         | ḫuwašiḪLA        | pankawēš         |         |                    |          | witar           |
| В. мн.    | attuš               | peda   | ḫalkiuš        | ḫuwašiḪLA        | pankuš           |         |                    |          | witar           |
| Р. мн.    | attaš               |        |                |                  | pankawaš         |         |                    |          |                 |
| Д.-м. мн. | attaš               |        |                |                  | pankawaš         |         |                    |          |                 |

Прилагательные обладали категориями рода, числа и падежа, в плане склонения ничем не отличались от существительных. Степени сравнения выражались синтаксически, сохранилось лишь несколько лексикализованных форм степеней сравнения.

#### Местоимение
Личные местоимения различали ударные и энклитические формы.
Склонение личных местоимений:
|          | я               | ты              | мы         | вы              |
| -------- | --------------- | --------------- | ---------- | --------------- |
| И. п.    | ūk, ugga, ammuk | zik, zīk, zigga | wēš, anzāš | šumēš           |
| В. п.    | ammuk           | tuk, tugga      | anzāš      | šum(m)aš        |
| Р. п.    | ammēl           | tuēl            | anzēl      | šumēl, šumenzan |
| Д.-м. п. | amuk, ugga      | tuk, tugga      | anzāš      | šumāš           |
| Отл. п.  | ammēdaz(a)      | tuēdaz(a)       | anzēdaz    | šum(m)ēdaz      |

У личных местоимений есть также и энклитические формы:
| Лицо  | 1   | 2   | 3    | 3   | 1    | 2     | 3     | 3     |
|       |     |     | общ. | ср. |      |       | общ.  | ср.   |
| ----- | --- | --- | ---- | --- | ---- | ----- | ----- | ----- |
| И. п. |     |     | -aš  | -at |      |       | -e    | -e    |
| В. п. | -mu | -ta | -an  | -at | -naš | -šmaš | -uš   | -e    |
| Д. п. | -mu | -ta | -še  | -še | -naš | -šmaš | -šmaš | -šmaš |

В древнехеттском семантика обладания выражалась прибавлением к форме существительного формы энклитического притяжательного местоимения. В среднехеттском эта система была вытеснена аналитической конструкцией (родительный падеж местоимения + существительное).
Склонение притяжательных местоимений:
|           | мой        | мой        | твой       | твой       | его        | его        | наш               | наш      | ваш          | ваш   | их           | их           |
|           | общ.       | ср.        | общ.       | ср.        | общ.       | ср.        | общ.              | ср.      | общ.         | ср.   | общ.         | ср.          |
| --------- | ---------- | ---------- | ---------- | ---------- | ---------- | ---------- | ----------------- | -------- | ------------ | ----- | ------------ | ------------ |
| И. ед.    | -miš       | -met       | -tiš       | -tet       | -šiš       | -šet       | -šummiš           | -šummet  | -šmiš        | -šmet | -šmiš        | -šmet        |
| В. ед.    | -man, -min | -met       | -tan, -tin | -tet       | -šan, -šin | -šet       | -šumman, -šummmin | -šummet  | -šman, -šmin | -šmet | -šman, -šmin | -šmet        |
| Зв. ед.   | -mi, -mit  | -mi, -mit  |            |            |            |            | -šum[mi]          | -šum[mi] |              |       |              |              |
| Р. ед.    | -maš       | -maš       | -taš       | -taš       | -šaš       | -šaš       | -šummaš           | -šummaš  |              |       |              |              |
| Д.-м. ед. | -mi        | -mi        | -ti        | -ti        | -ši        | -ši        | -šummi            | -šummi   | -šmi         | -šmi  | -šmi         | -šmi         |
| Алл. ед.  | -ma        | -ma        | -ta        | -ta        | -ša        | -ša        |                   |          |              |       |              |              |
| Отл.-Тв.  | -mit, -met | -mit, -met | -tit, -tet | -tit, -tet | -šit, -šet | -šit, -šet |                   |          | -šmit        | -šmit | -šmit        | -šmit        |
| И. мн.    | -miš, -meš | -met, -mit | -tiš, -teš |            | -šiš, -šeš | -šet, -šit | -šummeš, -šummiš  | -šummet  | -šmeš, -šmiš |       | -šmeš, -šmiš | -šmit, -šmet |
| В. мн.    | -muš       | -met, -mit | -tuš       |            | -šuš       | -šet, -šit | -šummuš           | -šummet  | -šmuš        |       | -šmuš        | -šmit, -šmet |
| Р. мн.    | -man       | -man       |            |            | -šan       | -šan       |                   |          |              |       |              |              |
| Д.-м. мн. |            |            | -taš       | -taš       | -šaš       | -šaš       |                   |          |              |       | -šmaš        | -šmaš        |

Система указательных местоимений в хеттском была двучленной, она состояла из местоимений kāš «этот» и apaš «тот».
Склонение указательных местоимений:
|          | kāš          | kāš           | apaš           | apaš           |
|          | ед.          | мн.           | ед.            | мн.            |
| -------- | ------------ | ------------- | -------------- | -------------- |
| И. п.    | kāš          | kē, kūš       | apaš           | apē            |
| В. п.    | kān          | kūš           | apūn           | apūš           |
| Р. п.    | kēl          | kēnzan, kēdaš | apēl           | apēnzan        |
| Д.-м. п. | kēdani       | kēdaš         | apēdani        | apēdaš         |
| Отл. п.  | kez(za)      | kez(za)       | apēz(za)       | apēz(za)       |
| Тв. п.   | kēt, kēdanda | kēt, kēdanda  | apēt, apedanda | apēt, apedanda |

Склонение вопросительного местоимения:
|          | общий род | общий род           | средний род | средний род |
|          | ед.       | мн.                 | ед.         | мн.         |
| -------- | --------- | ------------------- | ----------- | ----------- |
| И. п.    | kuiš      | kuēš, kuiēš         | kuit        | kue         |
| В. п.    | kuin      | kuiuš, kuiēš, kueuš | kuit        | kue         |
| Р. п.    | kuēl      | kuēl                | *kuenzan    | *kuenzan    |
| Д.-м. п. | kuedani   | kuedani             | kuedaš      | kuedaš      |
| Отл. п.  | kuēz(za)  | kuēz(za)            | kuēz(za)    | kuēz(za)    |

#### Числительное
Количественные числительные практически всегда записывались идеограммами, что серьёзно затрудняет их прочтение. Удалось прочесть следующие числительные: šia- «один», teri- «три», meu- «четыре», ḫantezzi(ya)- «первый», dān «второй».

#### Глагол
Глагол в хеттском языке обладает следующими категориями: лицо, число (единственное и множественное), время (настоящее и претерит), залог (действительный и медиопассив), наклонение (изъявительное и повелительное). Иногда выделяют также вид (совершенный и несовершенный). Кроме того, имеются глагольные имена: инфинитив, супины, герундий; причастие со значением прошедшего времени от глаголов действия и настоящего от глаголов состояния. Глаголы изменялись по двум типам спряжения (названным по окончанию первого лица единственного числа типами на -mi и на -ḫi). Развиты аналитические конструкции с личной формой служебного глагола eš-«быть» от причастий смыслового глагола для выражения пассивности, перфектности, плюсквамперфектности. В последних двух случаях используется также служебный глагол ḫar(k)- «держать».
Спряжение глаголов на примере ēpmi «хватаю», daḫḫi «беру», iɪ̯aḫḫari «иду».
|                          |           | -mi     | -ḫi        | Медиопассив  |
| ------------------------ | --------- | ------- | ---------- | ------------ |
| Настоящее время          | 1. ед. ч. | ēpmi    | daḫḫi      | iyaḫḫari     |
| Настоящее время          | 2. ед. ч. | ēpši    | dai        | iyattati     |
| Настоящее время          | 3. ед. ч. | ēpzi    | datti      | iyatta(ri)   |
| Настоящее время          | 1. мн. ч. | appueni | daweni     | iyawašta(ti) |
| Настоящее время          | 2. мн. ч. | apteni  | datteni    | iyadduma     |
| Настоящее время          | 3. мн. ч. | appanzi | danzi      | iyanta(ri)   |
| Прошедшее время          | 1. ед. ч. | ēppun   | daḫḫun     | iyaḫḫat      |
| Прошедшее время          | 2. ед. ч. | ēpta    | daš        | *iyattart    |
| Прошедшее время          | 3. ед. ч. | ēpta    | daš        | iyattat      |
| Прошедшее время          | 1. мн. ч. | ēppuen  | dawen      | *iyawaštat   |
| Прошедшее время          | 2. мн. ч. | ēpten   | datten     | *iyaddumat   |
| Прошедшее время          | 3. мн. ч. | ēppir   | dair       | iyantat      |
| Повелительное наклонение | 2. ед. ч. | ēp      | da         | *iyaḫḫut     |
| Повелительное наклонение | 3. ед. ч. | ēptu    | dau. daddu | iyattaru     |
| Повелительное наклонение | 2. мн. ч. | ēpten   | datten     | *iyaddumat   |
| Повелительное наклонение | 3. мн. ч. | appandū | dandu      | iyantaru     |

Причастие образовывалось при помощи суффикса -ant-, например, ēpzi «берёт, хватает» > appant- «взятый, пленный», aki «умирает» > akkant- «умерший».
Инфинитив образовывался по двум моделям: при помощи суффикса -anna от глаголов спряжения на -mi, подвергавшихся чередованию по аблауту, и при помощи суффикса -wanzi от всех остальных глаголов.

### Синтаксис
Обычный порядок слов в хеттском — SOV (подлежащее — дополнение — сказуемое). После первого ударного члена предложения мог ставиться ряд энклитик (закон Ваккернагеля). При этом среди энклитик существует определённая иерархия: первыми ставятся союзы -(y)a «и», -a «но», -ma «но»; за ними частица -wa(r), маркирующая прямую речь; третье место занимали формы винительного падежа местоимений третьего лица; четвёртое — формы дательного-местного падежей местоимений третьего лица или местоимения первого и второго лиц; пятой была возвратная частица -za; шестыми ставились аспектуальные или модальные частицы.
Определение в родительном падеже ставится перед определяемым словом в именительном падеже (что характерно для языков с порядком слов SOV), например, parnaš išhaš «хозяин собаки», дословно «собаки хозяин». В хеттском использовались преимущественно послелоги, а не предлоги (что также характерно для языков с порядком слов SOV), например, tuk katta «с тобой», дословной «тобой с». Если подлежащее было существительным среднего рода во множественном числе, то в роли сказуемого выступал глагол в единственном числе (аналогичная ситуация наблюдается в древнегреческом).

### Лексика
Хеттский заимствовал довольно много слов из хаттского, в частности, это лексика, относящаяся к религиозной и административной сферам, а также имена собственные. В хеттском было немало лувийских заимствований, их количество особо возрастает с конца XIV века до н. э. Тем не менее, большая часть (не менее 75 %) хеттской лексики исконная, праиндоевропейского происхождения.

## История изучения
Первые две таблички на хеттском языке были обнаружены в 1887 году при раскопках египетского архива в Телль эль-Амарне. В 1902 году Йёргеном Александром Кнудтсоном в книге «Die zwei Arzawa-Briefe» было сделано предположение о принадлежности хеттского языка к индоевропейской языковой семье. Позиция учёного не была принята научным сообществом, и даже он сам от неё отказался в 1915 году.
В 1905 году большое количество табличек, написанных знакомой аккадской клинописью, но на неизвестном языке, было обнаружено Гуго Винклером в современной деревне Богазкёй на месте бывшей Хаттусы, столицы империи хеттов. Этот язык был идентичен языку табличек из Тель эль-Амарны. Расшифрован хеттский язык был чешским ассирологом Бедржихом Грозным, опубликовавшим в 1915 г. работу «Lösung des hethitischen Problems», а в 1917 г. более полный труд «Die Sprache der Hethiter, ihr Bau und Zugehörigkeit zum indogermanischen Sprachstamm; ein Entzifferungsversuch».
Грозный обнаружил в тексте, записанном аккадской клинописью с использованием одной идеограммы на неизвестном языке, фрагмент, который, будучи транскрибирован латиницей, выглядел как nu NINDA-an e-i-iz-za-te-ni wa-a-tar-ma e-ku-ut-te-ni. Идеограмма NINDA на шумерском языке означает «хлеб», и Грозный предположил, что фрагмент содержит слово «есть». Основываясь на предположении о индоевропейском происхождении хеттского языка, он далее предположил, что фрагмент e-i-iz-za-te-ni обозначает «вы едите». Это следовало и из сравнения группы e-iz-za-at-te-ni с латинским edo, древневерхненемецким ezzan, немецким essen и т. д., означающими «есть». То, что глагол «есть» находится в форме настоящего времени, позволило предположить сравнение хеттского ni с древнеиндийским ni, греческим νῦν, древневерхненемецким пи, немецким nun, чешским nyní («ныне», «теперь») Таким же образом, путём сравнений хетского wa-a-tar с английским water, древнесаксонским watar, немецким Wasser и хеттского eku — «пить» с латинским aqua — «вода» было сделано предположение, что фрагмент wa-a-tar-ma e-ku-ut-te-ni означает «а воду вы пьёте»..
После Грозного дешифровкой и изучением хеттского языка занимались Ф. Соммер, Х. Эхелольф, Й. Фридрих и А. Гётце, благодаря работам которых хеттский стал понятным и легко читаемым. Долгое время наиболее авторитетной грамматикой хеттского языка была «Hethitisches Elementarbuch» Й. Фридриха (первый том вышел в 1940 г., второй в 1946 г.). Среди наиболее значительных послевоенных работ — «Vergleichende Laut- und Formenlehre des Hethitischen» Х. Кронассера и «Хеттский язык» Вяч. Вс. Иванова.
В 1952 году был издан словарь хеттского языка (нем. Hethitisches Wörterbuch) Й. Фридриха. После смерти Фридриха этот словарь с дополнениями и уточнениями И. Хоффмана стал выходить в многотомной версии. В 1974 г. начались работы над The Hittite Dictionary of the Oriental Institute of the University of Chicago, а двумя другими пока неоконченными многотомными словарями хеттского языка являются этимологические словари Hittite Etymological Dictionary Я. Пухвела (издаётся с 1984 г.) и Hethitisches Etymologisches Glossar Й. Тишлера (издаётся с 1977 г.). В 2008 г. вышел однотомный Etymological Dictionary of the Hittite Inherited Lexicon А. Клукхорста.

## Пример текста
Древнехеттский ритуал:
| Транслитерация | Перевод |
| --- | --- |
| [ma-a-a]ḫ-ḫa-an-da dUTU-uš dIŠKUR-aš ne-e-pí-iš te-e[-kán-na] uk-tu-ur-i LUGAL-uš SAL.LUGAL-aš-ša DUMUMEŠ-ša uk-tu-ur-i-eš a-š[a-a]n-d[u] ta-nam-ma MUŠENḫa-a-ra-na-an ne-e-pí-iša tar-na-aḫ-ḫi a-ap-pa-an-an-da-ma-aš-še ke-e me-e-ma-aḫ-ḫi na-at-ta-an ú-uk t[ar-na-a]ḫ-ḫu-un LUGAL-ša-an SAL.LUGAL-ša tar-na-aš nu i-it dUTU-i dIŠKUR-ya me-e-em[i-i]š-ki dUTU-uš dIŠKUR-aš ma-a-an uk-tu-u-ri-eš LUGAL-uš SAL.LUGAL-aš-ša QA-TAM-MA uk-tu-u-ri-eš a-ša-an-tu ú-i-il-na-aš ERÍNMEŠ-an te-eš-šu-um-mi-uš-ša ta-ak-na-a ḫa-ri-e-mi tu-uš tar-ma-e-mi ta ki-iš-ša-an te-e-mi dUTU-uš dIŠKUR-aš ka-a-š[a LU]GAL-i SAL.LUGAL-ri DUMUMEŠ-ma-aš-ša URUḪa-at-tu-ši e-er-ma-aš-me-et e-eš-ḫ[ar-š]a-me-et i-da-a-lu-uš-me-et ḫa-tu-ka-aš-me-et ḫa-ri-[e-nu-u]n ta-at a-ap-pa ša-ra-a le-e ú-e-ez-zi | Как бог Солнца (и) бог грома, небес и земли вечны, так пусть царь и царица и (их) дети вечны будут! Потом я выпускаю орла в небо и затем я говорю так: "Не я выпустил его, царь и царица выпустили его. Лети! Скажи богу Солнца (и) богу грома, что так же, как бог Солнца и бог грома вечны, пусть царь и царица так же вечны будут! Я зарываю глиняных солдат и горшки в землю И быстро разбиваю их. Затем я говорю так: «Бог Солнца, бог грома, я зарыл болезнь, кровопролитие, зло (и) страх царя и царицы Хаттусы и их сыновей. Пусть они не вернутся!» |